# Jaroměřice nad Rokytnou
Jaromerice nad Rokytnou je mesto na Češkem 14 kilometrov južno od Třebíča in pripada njegovemu okrožju. Podobo moravskega baročnega mesta obvladujeta grad in cerkev svete Margarete.

## Geografija
Jaromerice najdemo na gričevju Jevišovicka v južnem delu Češkomoravskega višavja. Mesto leži v dolini potoka Rokitna ob sotočju Rokitke in potoka Štěpánovický. Severno sta ribnika Troubský in Vlčák. Na severovzhodu se dviga Ve Žlebe (468 m), vzhodno Žabik (474 m) in Stříbrná hora (531 m). Zahodno od mesta teče železnica Znojmo–Kolín, postaja Jaromerice nad Rokytnou je v vasici Popovice, dva kilometra stran.
Sosednja mesta so Štěpánovice na severu, Boňov in Příložany na severovzhodu, Myslibořice, Udeřice in Radkovice u Hrotovic na vzhodu, Příštpo na jugovzhodu, Ohrazenice in Blatnice na jugu, na jugozahodu Bohušice, Popovice na zahodu ter Lesůňky in Vacenovice na severozahodu.
Ime Jaromerice razlagajo kot "vaščani Jaromírovic". 
- Grad Jaroměřice nad Rokitno
- Podeželska hiša v Boňovu
- Samostan
- Dvorišče gradu Jaroměřicé

## Zgodovina
Iz približno okoli 250.000 pr. n. št. so prvi dokazi o naselitvi (skalne risbe na balvanu iz roženca so našli na griču Žabík), iz kamene dobe so dokazi o življenju ljudi v Hradisku, jugozahodno od Jaromeric, iz časa neolitika (6000 do 4000 pr. n. št.) so dokazi kulture trakaste keramike in kulture moravske poslikane keramike. Iz bakrene dobe (4000 do 2000 pr. n. št.) so dokazi o obstoju kulture lijakastih čaš in kulture zvončastih čaš iz bronaste dobe (2000–750 pr. n. št.). Dokazana je kultura žarnih grobišč (potrjenih je le nekaj). Iz železne dobe (halštatskega obdobja, okoli 750–400 pr. n. št.) so dokazi o horakovski kulturi in iz pozne železne dobe (400 pred našim štetjem–0) so dokazi latenske kulture Keltov.
Po starem izročilu naj bi bile Jaromerice ustanovljene leta 1131. Prva pisna omemba je iz leta 1325, ko je Jan Luksemburški dal pokroviteljstvo cerkve cistercijanskemu samostanu v Sedlcu. Lastnik vasi Jaromerice je bil v tem času Rajmund Lihtenburški, lord na gradu Bítov. Od 14. stoletja je bila v Jaromericah tudi trdnjava. Na začetku 15. stoletja je kraj dobil tržne pravice. Leta 1498 je kralj Vladislav Jagelonski fevd Jaromerice daroval Vaclavu iz Ludanic. Leta 1522 ga je kupil Jan IV. iz Pernštejna. Iz leta 1554 izvira zbor čeških bratov. Poznejši lastniki so bili od leta 1534 Meziříčský iz Lomnice in leta 1613 Jiřim Rechenberk iz Želetic. Leta 1620 je bilo posestvo zaplenjeno zaradi udeležbe Rechenberka pri češki vstaji. Po bitki na Beli gori leta 1623 je bil prodan Gerhardu Questenberku. Od 1661 je bil lastnik Jan Antonin Questenberk in od 1686 Jan Adam Questenberk, ki je Jaromerice preoblikoval v barok. Baroni Questenberk so zaslužni, da so Jaromerice postale mesto. Bile so kulturno središče, v katerem je med drugim deloval tudi grajski orkester. Leta 1752 je lastništvo prešlo v roke gospodov Kounic oziroma Antona Wenzla. Vse do sredine 19. stoletja so bili najemodajalci, v njihovi lasti je bil do leta 1897.
Po ukinitvi lastništva nad posestmi so Jaromerice po letu 1850 postale občina in sedež okrožnega sodišča v okrožju Znojmo. V tem času so imele 2332 prebivalcev. Leta 1871 je v Popovice prišla železnica. Po dolgotrajnem pravnem sporu je zapuščinska nepremičnina leta 1897 po sklepu Vrhovnega sodišča Avstrije prešla v roke Rudolfa Kristiana iz Vrbna, nato pa ga je leta 1927 podedovala njegova žena Elvira (prej bavarska princesa). Leta 1899 je bila odprta nova šola. Leta 1900 je živelo v Jaromericah 2781 ljudi. Od leta 1924 se mesto imenuje Jaromerice nad Rokytnou.
Leta 1901 je začel delati v Jaromericah Otokar Březina, ki je tukaj tudi umrl leta 1929. Leta 1928 je mesto obiskal Tomáš Garrigue Masaryk. Leta 1933 je bila zgrajena nova mestna dvorana , tri leta pozneje pa je mesto obiskal naslednji predsednik Edvard Beneš. Leta 1939 je bila dvestoletnica praznovanja posvetitve cerkve svete Margarete, ki se ga je udeležil brnski škof Josef Kupka.
Med nemško zasedbo so zasedli veleposestvo in leta 1943 ustanovili cesarsko železničarsko šolo. 8. maja 1945 je mesto zasedla Rdeča armada. Ko je bila zatrta praška pomlad, so se 26. avgusta 1968 v Jaromerice nad Rokytnou preselili bolgarski vojaki, ki so bili prej v moravskih Budejovicah. Leta 1990 je bil občinski sistem obnovljen in leta 1996 so Jaromerice dobile pravico do uporabe emblema in zastave, ki jim jo je podelil predsednik poslanske zbornice.

## Lokalna samouprava
Mesto Jaromerice nad Rokytnou sestavljajo okrožja:  Boňov, Jaroměřice nad Rokytnou, Ohrazenice, Popovice, Příložany, Ratibořice in Vacenovice.

## Zanimivosti
- Grad Jaromerice nad Rokytnou, ki izvira iz utrdbe iz 14. stoletja, je v 1560-ih preoblikoval Ludvik Meziřičski v renesančni dvorec. Jan Adam Questenberk je postavil sedanji baročni grad 1700–1737. Domnevajo, da je načrt zanj naredil Jakob Prandtauer ali Johann Lucas von Hildebrandt, po možnosti s Tomašem Gravanijem,
- grajski park, 1716,
- baročna cerkev svete Margarete, zgrajena leta 1737, od leta 2002 kulturni spomenik državnega pomena. Graditelj ni znan, a je bil verjetno isti kot za grad,
- nekdanja glavna vojaška orožarna, zgrajena 1642–1648,
- bolnišnica in Katarinina kapela, zgrajena 1672–1673,
- kapela svetega Jožefa, zgrajena leta 1701,
- samostan, zgrajen 1669–1679, ukinjen leta 1785,
- ostanki križnega hodnika s kapelo Loretto, zgrajen 1668–1673,
- steber Svete trojice, od leta 1716,
- spomeniško območje podeželja v Boňovu.

## Znani prebivalci
- František Adam Míča (1746–1811), skladatelj
- František Vaclav Míča (1694–1744), skladatelj, od leta 1722 tudi kapelnik pri baronih Questenberk
- Otokar Březina (1868–1929), pesnik